# Ladislav Pilka

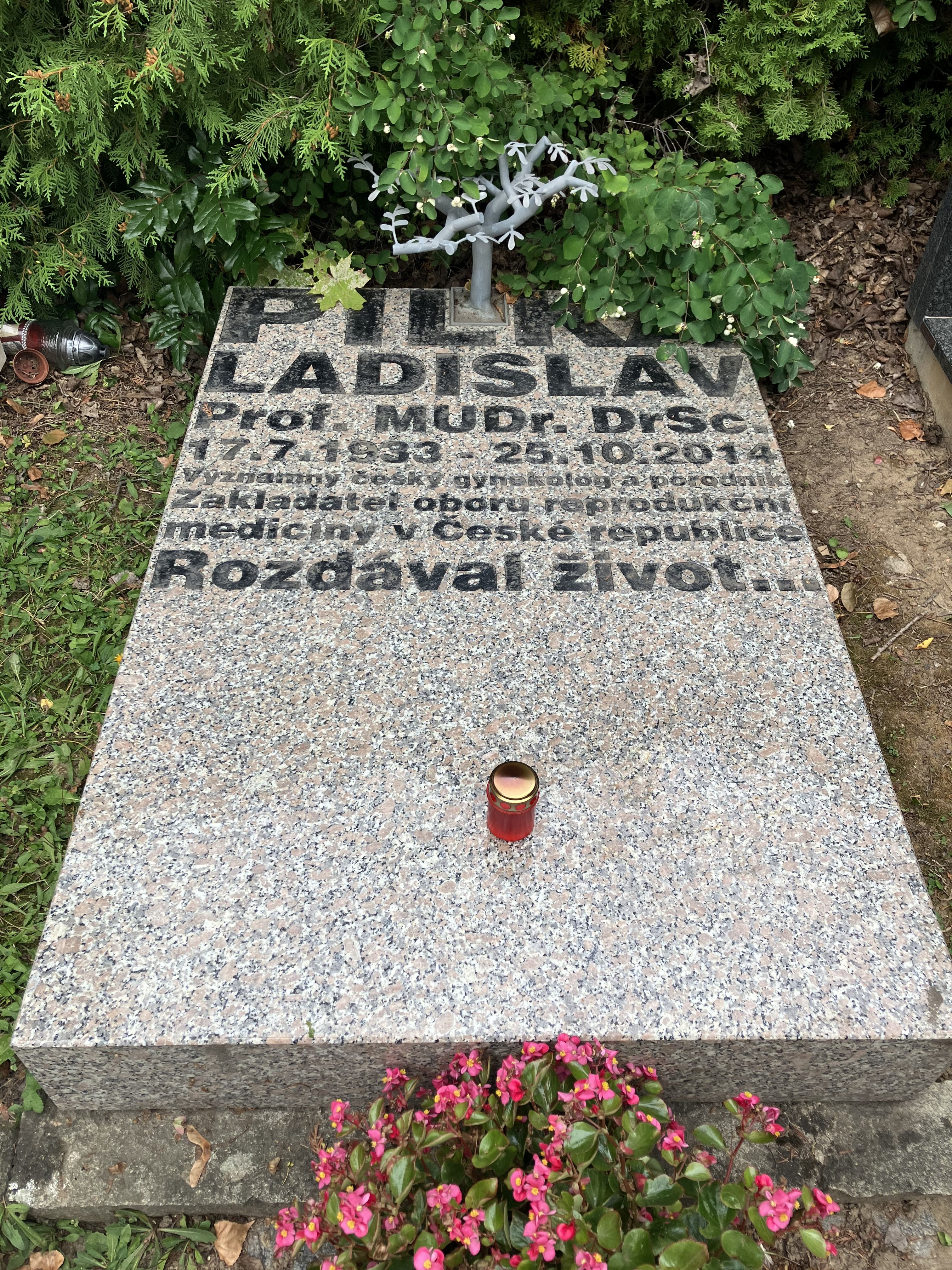
Hrob Ladislava Pilky

Ladislav Pilka (17. července 1933 Hradčovice – 25. října 2014) byl český gynekolog, porodník a vysokoškolský pedagog. Byl průkopníkem asistované reprodukce v České republice, a proto přezdíván „otec dětí ze zkumavky“.
Dne 4. listopadu 1982 se díky práci týmu prof. Pilky v Brně narodilo první dítě tzv. metodou GIFT. Šlo o první dítě narozené díky této metodě nejen v Československu, ale i v celém východním bloku.

## Život
Narodil se jako syn rolníka z Hradčovic na Uherskobrodsku. „Bylo to tuším v šesté třídě, kdy mi znenadání bleskla hlavou myšlenka, že bych rád léčil lidi,“ řekl později Pilka.
Po studiu medicíny se původně chtěl věnovat endokrinologii. Kvůli systému umístěnek ale začal nejprve pracovat v psychiatrické nemocnici v Kroměříži. Později působil v blízkých Přílepech, kde v místním zámku tehdy fungovala porodnice a gynekologie. Toužil se odtud přesunout jinam, ale nebyla za něj náhrada a nakonec zde zůstal více než osm let, během kterých dokončil atestaci z gynekologie.
V dalších letech působil v Brně; od roku 1968 jako sekundární lékař na I. gynekologicko-porodnické klinice. V roce 1971 absolvoval II. atestaci, v roce 1983 se habilitoval. O čtyři roky později byl jmenován univerzitním profesorem. Od roku 1988 byl po deset let přednostou II. gynekologicko-porodnické kliniky v Brně.
V letech 1990–1993 byl předsedou Československé gynekologicko-porodnické společnosti ČLSP JEP. Od roku 2000 pomáhal budovat novou Kliniku reprodukční medicíny a gynekologie ve Zlíně, jejímž byl přednostou. O šest let později spoluzakládal v roli garanta kliniku Reprofit International v Brně.
Byl otcem jedné dcery. Zemřel ve věku 81 let a je pohřben na Ústředním hřbitově v Brně, sk. H5e , hrob č. 6.